# Onthophagus makokou
Onthophagus makokou là một loài bọ cánh cứng trong họ Bọ hung (Scarabaeidae).